# Aufsteigender Steinbrech
Der Aufsteigende Steinbrech (Saxifraga adscendens) ist eine Pflanzenart aus der Gattung Steinbrech (Saxifraga) in der Familie der Steinbrechgewächse (Saxifragaceae).

## Beschreibung

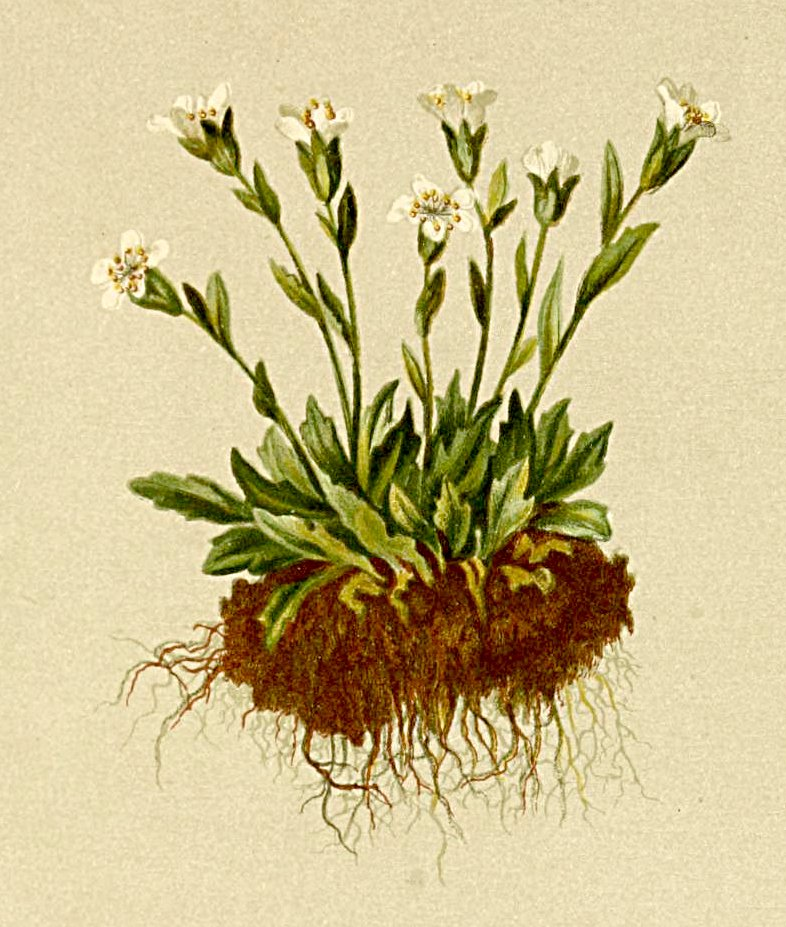
Illustration aus Atlas der Alpenflora

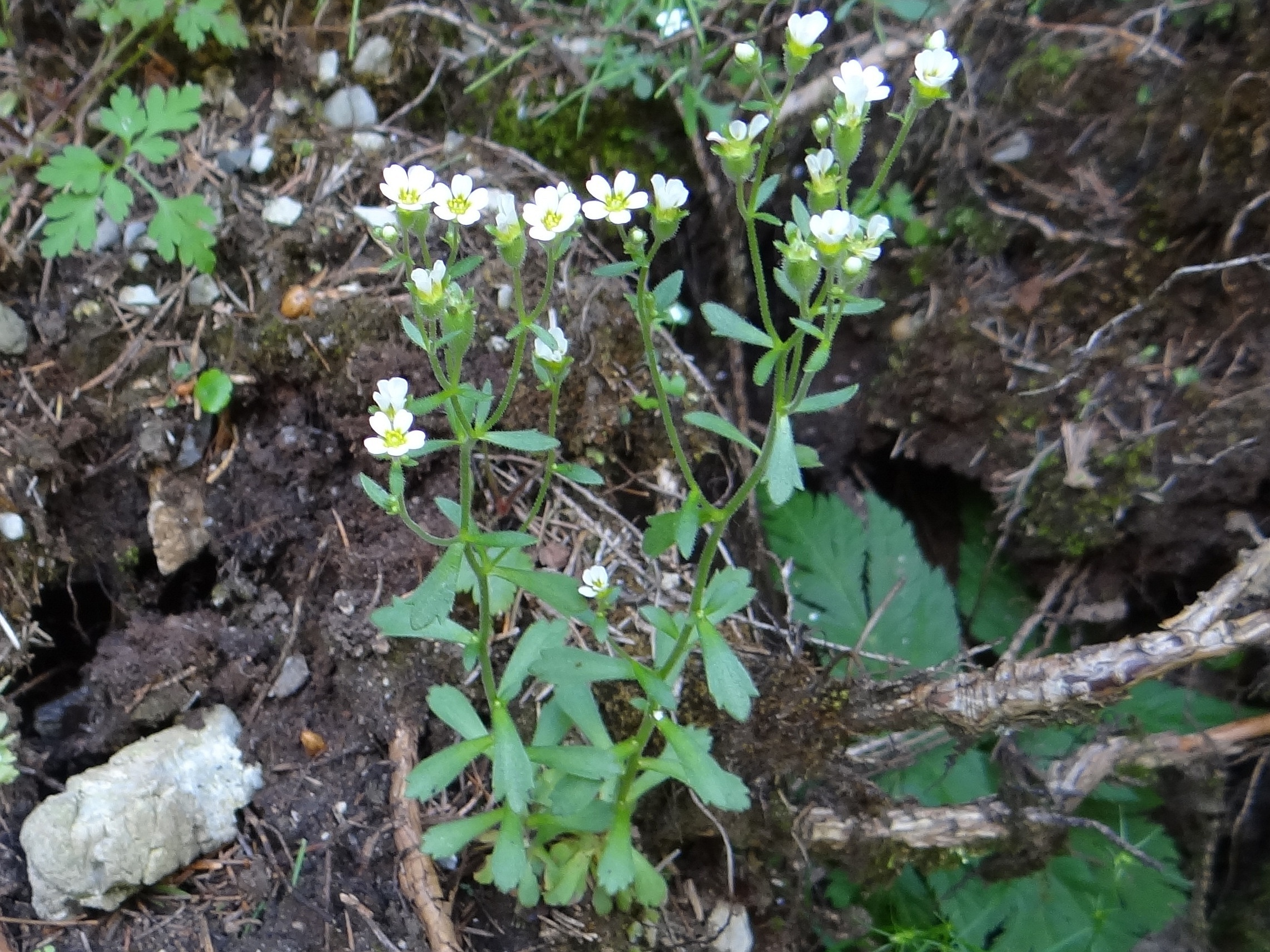
Habitus, Laubblätter und Blütenstand

### Vegetative Merkmale
Der Aufsteigende Steinbrech ist eine zweijährige krautige Pflanze, die Wuchshöhen von selten nur 1 bis 3, meist 4 bis 25 Zentimetern erreicht. Sie bildet keine Ausläufer und wächst lockerrasig. Nichtblühende Triebe sind nicht vorhanden. Die oberirdischen Pflanzenteile sind dicht drüsig behaart. Der Stängel ist aufrecht, kräftig, mehrblättrig, oft rötlich überlaufen und einfach oder verzweigt.
Die überwinternden Rosetten-Blätter sind gedrängt sitzend, Ihre Blattspreite ist bei einer Länge von 3 bis 25 Millimetern sowie einer von bis 7 zu Millimetern keilförmig oder spatelig mit drei bis fünf Zähnen am oberen Ende. Die zahlreichen Stängelblätter sind den Rosettenblättern ähnlich, aber die oberen haben keine Zähne und sind lanzettlich.

### Generative Merkmale
Die Blütezeit reicht von Juni bis August. Der rispige Blütenstand hat wenige steif aufrechte Äste. Die Blütenstiele sind kürzer bis mehrmals länger als die Blüten.
Die zwittrigen Blüten sind fast radiärsymmetrisch und fünfzählig mit doppelter Blütenhülle. Die fünf aufrechten Kelchblätter sind eiförmig oder dreieckig bis länglich und höchstens halb so lang wie die Kronblätter. Die weißen, nicht gepunkteten Kronblätter sind dreinervig und bei einer Länge von selten 2, meist 3 bis 6 Millimetern verkehrt-eiförmig bis verkehrt-lanzettlich mit gerundetem bis leicht ausgerandetem oberen Ende. Es sind zwei Kreise mit je fünf Staubblättern vorhanden und sie sind etwa so lang wie die Kelchblätter. Zwei Fruchtblätter sind zu einem unterständigen Fruchtknoten verwachsen. Es sind zwei freie Griffel vorhanden.
Die Kapselfrucht ist 4 bis 5 Millimeter lang. Die Samen sind bei einer Länge von 0,3 bis 0,4 Millimetern eiförmig bis ellipsoidisch mit gestutzter Basis und spitzem oberen Ende und ganz fein papillöser Oberfläche.
Die Chromosomenzahl beträgt 2n = 22.

## Ökologie
Beim Aufsteigenden Steinbrech handelt es sich um einen Therophyten.

## Standorte und Soziologie
Der Aufsteigende Steinbrech gedeiht auf Lägerstellen, feuchtem Grus, Gratrasen und offenen Böden in Höhenlagen von 1800 bis 3100 Meter (in Nordamerika bis 4000 Meter). Er erreicht im Ötztal einer Höhenlage von 3000 Meter und in den französischen Westalpen 3480 Meter. Er gedeiht meist an humusreiche, den Winter über schneefreie oder früh ausapernde Standorten in Rasen des Nacktrieds (Kobresia myosuroides).
Der Aufsteigende Steinbrech gedeiht in der Schweiz in Gesellschaften des Verbands der Karstfluten (Drabo-Seslerion). Die ökologischen Zeigerwerte nach Landolt & al. 2010 sind in der Schweiz: Feuchtezahl F = 4+ (feucht), Lichtzahl L = 4 (hell), Reaktionszahl R = 4 (neutral bis basisch), Temperaturzahl T = 1+ (unter-alpin, supra-subalpin und ober-subalpin), Nährstoffzahl N = 4 (nährstoffreich), Kontinentalitätszahl K = 4 (subkontinental).

## Systematik und Verbreitung
Die Erstveröffentlichung von Saxifraga adscendens erfolgte 1753 durch Carl von Linné in Species Plantarum, Tomus I, Seite 405. Das Artepitheton adscendens bedeutet aufsteigend. Synonyme für Saxifraga adscendens L. sind Saxifraga controversa Sternb. und Saxifraga tridactylites subsp. adscendens (L.) A.Blytt.
Saxifraga adscendens gehört zur Untersektion Tridactylites aus der Sektion Saxifraga in der Untergattung Saxifraga innerhalb der Gattung Saxifraga.
Saxifraga adscendens kommt in Europa in den Alpen, in den Pyrenäen, im Apennin, auf der Balkanhalbinsel, in den Karpaten, im Kaukasusraum, in Skandinavien sowie im Baltikum und in Nordamerika vor.
Von Saxifraga adscendens gab es 1999 etwa vier, 2009 höchstens drei Unterarten:
- Saxifraga adscendens L. subsp. adscendens (Syn.: Saxifraga tridactylites subsp. adscendens (L.) Blytt): Es gibt Fundortangaben für Spanien, Andorra, Frankreich, Monaco, Sizilien, Malta, Italien, die Schweiz, Liechtenstein, Österreich, Polen, Norwegen, Schweden, Finnland, Estland, Russland, die Ukraine, Serbien, Kosovo, die Slowakei, Slowenien, Kroatien, Bosnien und Herzegowina, Bulgarien, Rumänien, Albanien, Montenegro, Nordmazedonien, Griechenland und den asiatischen Teil der Türkei.[4]
- Saxifraga adscendens subsp. discolor (Velen.) Kuzmanov (Syn.: Saxifraga discolor Velen.): Sie kommt nur in Bulgarien und Griechenland vor.[4]
- Saxifraga adscendens subsp. oregonensis (Raf.) Bacigalupi: Sie kommt im westlichen Nordamerika von Alaska bis Colorado vor und steigt in den Rocky Mountains bis über 4000 Meter auf. Diese Abspaltung einer Unterart wird bei der Flora of North America 2009 nicht anerkannt.[1]
- Saxifraga adscendens subsp. parnassica (Boiss. & Heldr.) Hayek (Syn.: Saxifraga parnassica Boiss. & Heldr., Saxifraga tridactylites subsp. parnassica (Boiss. & Heldr.) Engl. & Irmsch.): Sie kommt in Italien, Sizilien, Malta, Kroatien, Montenegro, Nordmazedonien, Albanien, Bulgarien und Griechenland vor.[4]